# 히구치 레이
히구치 레이(일본어: 樋口 黎, 1996년 1월 28일~)는 일본의 레슬링 선수이다. 2024년 하계 올림픽 남자 자유형 밴텀급 금메달을 획득했고 2016년 하계 올림픽 남자 자유형 밴텀급 은메달을 획득했다. 또한 2022년 세계 선수권 대회에서 남자 자유형 페더급 우승을 차지했다.